# 眞柄泰基

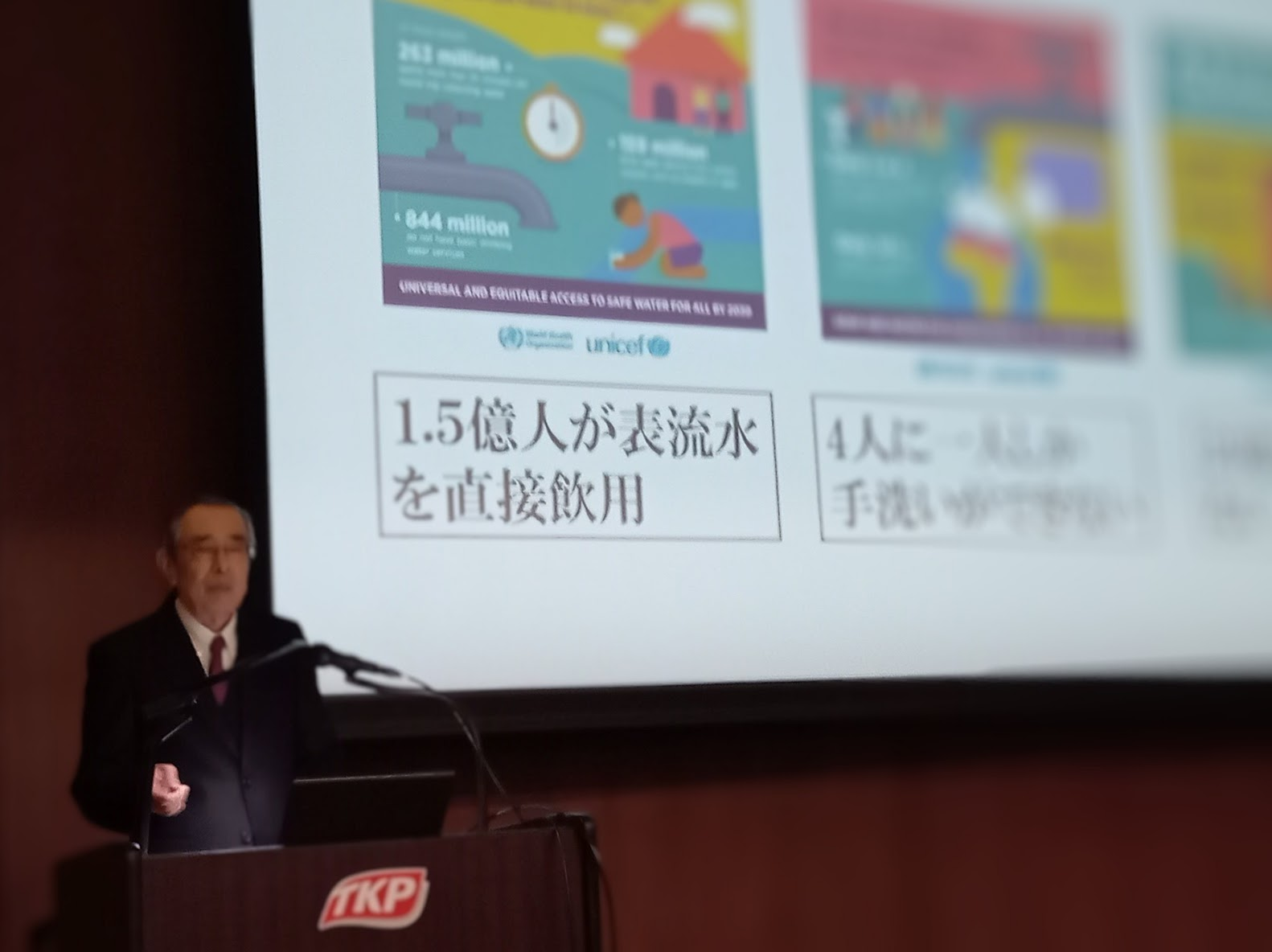
講演する眞柄泰基 (2024年2月)

眞柄 泰基（まがら やすもと、1941年 <昭和16年> 3月8日 - ）は、日本の工学者。北海道大学教授、学校法人トキワ松学園理事長を歴任。専門は環境衛生工学、環境リスク工学。

## 経歴
愛知県出身。1966年 北海道大学大学院修了。1979年工学博士。国立公衆衛生院衛生工学部長、同院水道工学部長、北海道大学大学院工学研究科教授、同大学創成科学研究機構特任教授。
2001年 (平成13年) 2月 バングラデシュの飲料水のヒ素汚染について同大学研究室の学生を伴った現地調査のため現地で実証プラントによるヒ素除去の調査実験を開始。2005年同大学公共政策大学院特任教授。トキワ松学園理事長。2017年2月 給水工事技術振興財団第12回評議員会において理事長に選出された。

## 委員会等
- 世界保健機関 (WHO) 「飲料水水質ガイドライン改訂」日本議員[5]
- 厚生労働省「水道ビジョン検討会」座長[6]
- 『水道施設管理技士制度資格制度検討委員会』委員長[7]
- 日本水道協会 「水道水における放射性物質対策検討会」座長[8]
- 厚生労働省「水質基準逐次改正検討会」座長[3]
- 社団法人環境科学会 評議員
- 社団法人日本水環境学会 顧問[9]

## 主な著書
- 『水道水質基準の改正と今後の展望』
- 『流域の水管理、水循環のトータルシステム』
- 『これからの水道像と水質基準のあり方』
- 『小規模水道事業の課題とその改善策-安全な水道水の供給を目指して-』
- 『浄水スラッジ循環法におけるスラッジ由来濁質の効果に関する基礎的研究(共著) 』[9]